# Lei Federal do Brasil 12015 de 2009
A Lei n° 12 015 de 2009 é uma lei federal brasileira criada em agosto de 2009, e que fez profundas alterações no Código Penal Brasileiro. Tal lei revogou os crimes de atentado violento ao pudor, fundindo-o ao de estupro; substituiu o conceito de presunção de violência (art. 224) pelo de estupro de vulnerável; modificou a redação do crime de corrupção de menores para os atos sexuais relativos a menores de 14 anos, e não mais de maiores de 14 e menores de 18, fixando a idade de consentimento no Brasil em 14 anos.
Além disso, a lei 12 015 também tornou os crimes sexuais contra menores de ação pública incondicionada, de modo que cabe ao Ministério Público processar estes casos, mesmo contra a vontade da família da vítima.
Antes desta lei (12 015 de 2009), estava tipificado no artigo 213 o crime de Estupro e no artigo 214 o crime de Atentado violento ao pudor, com a nova lei houve a fusão dos dois artigos dando nova redação ao artigo 213 mas ficando com o mesmo nomem juris de Estupro que deriva de stuprum do direito romano que abrangia todas as relações carnais. 
Mesmo o artigo 214 (Atentado violento ao pudor) ter sido revogado expressamente, as pessoas condenadas por este tipo penal não podem ser beneficiadas pelo princípio da lei nova mais benéfica ao réu (Princípio da anterioridade) descrito no artigo 5º, inciso XL da Constituição Federal do Brasil), pois o contexto do antigo artigo 214 está descrito no novo artigo 213. Porém, para os condenados a concurso material nos crimes de Atentado violento ao pudor e Estupro, a pena será reduzida a proporcionalidade da extinção da pena do Atentado violento ao pudor.